# 蘇南成
蘇南成（1936年1月29日—2014年9月2日），中華民國政治人物，臺南市人。有「蘇大頭」、「大頭成」、「大頭仔」及「大頭仔市長」的外號。曾任臺南市市長、高雄市市長，後任國民大會代表、議長。
蘇南成以其個人魅力及獨特施政風格，成為在台灣地方自治史上一特立人物，在威權統治時期曾因爭取中國國民黨提名未果，脫黨以黨外身分參與台南市市長選舉，並順利當選，任內因大刀闊斧開辦市政，連任下屆市長，其施政也令當時行政院院長蔣經國印象深刻，因而在「吹台青」時期獲得提拔，出任官派（院轄市）高雄市市長。卸任高雄市長後，轉任國民大會代表、並於1999年李登輝總統時代接任國民大會議長，但在議長任內因國代延任案引起爭議而名噪一時。

## 早年生平
蘇南成於昭和十一年（1936年）出生在臺南州臺南市，昭和十七年（1942年）入基督教太平境幼稚園，在日治時期完成幼稚園教育。:14父親蘇祖蔭在戰前曾為西裝師傅，:45二次大戰時被日軍徵做軍伕。後來蘇祖蔭逃兵，全家即避居永康大灣鄉下。直到蘇南成小學四年級時，因日本投降才回台南市，住在開山路。
蘇南成於1949年考上長榮中學，然而因父親生意失敗，:29家庭陷入困境，蘇南成曾擺攤賣油條、豆腐賺取學費。:21高中時直升長榮中學高中部。1952年加入中國國民黨。:96
1955年，蘇南成考上省立成功大學（今國立成功大學）會計統計系，大二時曾到廣播電臺任播音員及家教，亦曾出國到菲律賓外海打撈沉船。:231959年畢業於成功大學會統系。
蘇南成大學畢業後服預官役入海軍陸戰隊一年，:38退伍後曾在光華女中、台南高農等學校教書，除此之外並在報社、旅行社等處兼差。:241962年接辦《新生報》直到1971年，1972到1976年又接下《臺灣時報》台南分社的發行工作。:235

## 進入政界
蘇南成在其自傳《絲瓜棚下》曾回憶自己高中時讀三民主義時，「雙手顫抖的捧著書本，流下了淚水，我真像發現到一件寶貝似的」，因此從那時起認為唯有政治才能樹立良好的社會制度。:23
早在第五屆臺南市議會時期，蘇南成即因不滿發生14名市議員因大林國宅興建案的集體辭職事件，而打算辭職參選市議員，:23但最後遭駁回辭職，未能參選。:241964年第六屆台南市市議會選舉時，蘇南成參加市議員選舉，最後最高票落選，激起其再次參選。:241968年第七屆市議員選舉，蘇南成由中國國民黨提名，以4509票當選台南市議員，踏入政壇。
在議員期間，蘇南成曾受朋友鼓勵參選議長。然而在爭取國民黨地方黨部提名時，卻遭到要求給予每位黨籍議員三千元的要求，引起蘇南成反感。:163隨後蘇南成到臺中的中國國民黨臺灣省黨部後發現，整個臺中的酒家、舞廳、飯店，淪為全省各縣市議會想當正副議長參選人的招待所。至此蘇南成發現「我身處的這個黨，原來竟已墮落、腐敗到這種地步了」:163最後蘇南成當然並未獲得國民黨的提名，最後他把國民黨內提名的議長及副議長用來向每位議員賄選的三萬元捐出去，:164同時也埋下了日後退黨的因素。（當時正副議長為魏神助及李銅）
1972年第七屆台南市長選舉國民黨提名時，蘇南成爭取黨內台南市長提名，但最後國民黨提名張麗堂，蘇氏脫黨以「自由人士」的無黨籍身份參加選舉，並於11月17日發表退黨聲明書宣告退黨。:282在政見發表會上，蘇氏一再要求與張麗堂公開辯論國民黨提名方式，張雖答應，但因選舉監察小組未同意作罷。之後每場政見發表會都成為雙方針鋒相對場所。:2最後蘇南成獲75,124票，敗給張麗堂。
1973年第八屆臺南市議員選舉，蘇南成以7千9百多票全市最高票當選，連任臺南市議員。:277

## 臺南市長任內
1977年，蘇南成捲土重來。再度以「黨外」身分參加第八屆臺南市長選舉。此次選舉蘇積極攻勢，與黨外省議員候選人蔡介雄聯合造勢。:255當時國民黨在臺南市黨部主委楊尊嚴主導下提名省議員三席足額，並提名蔡介雄表弟黃國展角逐省議員。被視為意圖藉由以往支持蔡介雄的黃家勢力轉支持黃國展，使蔡介雄支持者自相殘殺。:C-15-16國民黨臺南市黨部此舉反而導致被逼往反國民黨方向的蔡介雄與蘇南成聯合造勢。:255，由於傳出蔡介雄失去黨部「禮讓」以及黃家支持，沒有連任希望的流言。反而引起蔡介雄陣營惱火，決定再選一次以證明他不需依賴黨部及黃家。原本採冷眼旁觀的蘇南成遂把握機會與蔡介雄接觸，聯手作戰。:83蔡介雄與蘇南成、陳森茂在大崗山的餐廳會商計策，蘇南成以無論是否當選只選這屆為決心共同攜手，表示對選戰全力以赴。:203
由於蘇南成與蔡介雄在市長、省議員號碼均抽到2號，喊出「2號一條龍」以互相輔選。:C-18蘇南成在政策上以都市計劃為訴求。當時在政見發表會上，蔡介雄扮「壞人」，對國民黨極盡挖苦與謾罵之能事，以爭取「反感票」；蘇南成則當「好人」，提到行政院長蔣經國，必冠以「賢明」兩字；提到故總統蔣中正，則肅立稱「偉大」，口口聲聲「主義領袖」與「愛鄉愛國」，贏得許多公教票與軍眷票。:119
由於蘇的言辭犀利，加上市府發生建設局長王欽誠詐賭案，對張選情不利。:7最後在11月29日的投票中，一度發生十多個投票所突然「停電」事件，蘇陣營監票員隨身帶手電筒回報，引起群眾聚集蘇陣營競選總部，最後才恢復供電的事件。開票結果蘇南成獲得131,504票，以一萬七千票的差距擊敗尋求連任的張麗堂，當選第八屆（省轄市）臺南市長。
蘇南成上任後不久即宣佈實施夜間辦公，將市長服務時間擴大至每周一至周五晚間八時到十一時，獲得時任行政院長蔣經國讚揚。任內設立馬上辦中心，並舉辦台灣區運動會等大型文化活動，獲得極高民意支持度。然而蘇南成在市長任內也表現與黨外保持距離，1979年美麗島事件發生後，黨外人士要在中山公園（今台南公園）辦活動，遭蘇斷然拒絕，並批美麗島人士為「暴力分子」，引起黨外勢力與其翻臉並公開批判。:255
雖然作風評價兩極，但蘇南成仍獲得臺南市民支持。1981年臺南市長選舉中，在國民黨開放參選的情況下，以壓倒性比例擊敗國民黨籍的王奕棋、林永發、林三和，以190,588票高票（得票率超過75%）順利連任第九屆臺南市長，成為民選以來第一位連任成功的臺南市長。
連任臺南市長後，蘇南成在當時中華民國總統蔣經國「欽點」下，恢復中國國民黨籍。1982年12月，蘇南成重回國民黨，並對臺南市黨部主委林武俊表示「今後在國民黨領導下，決定全心全力為黨國、為地方效力」。

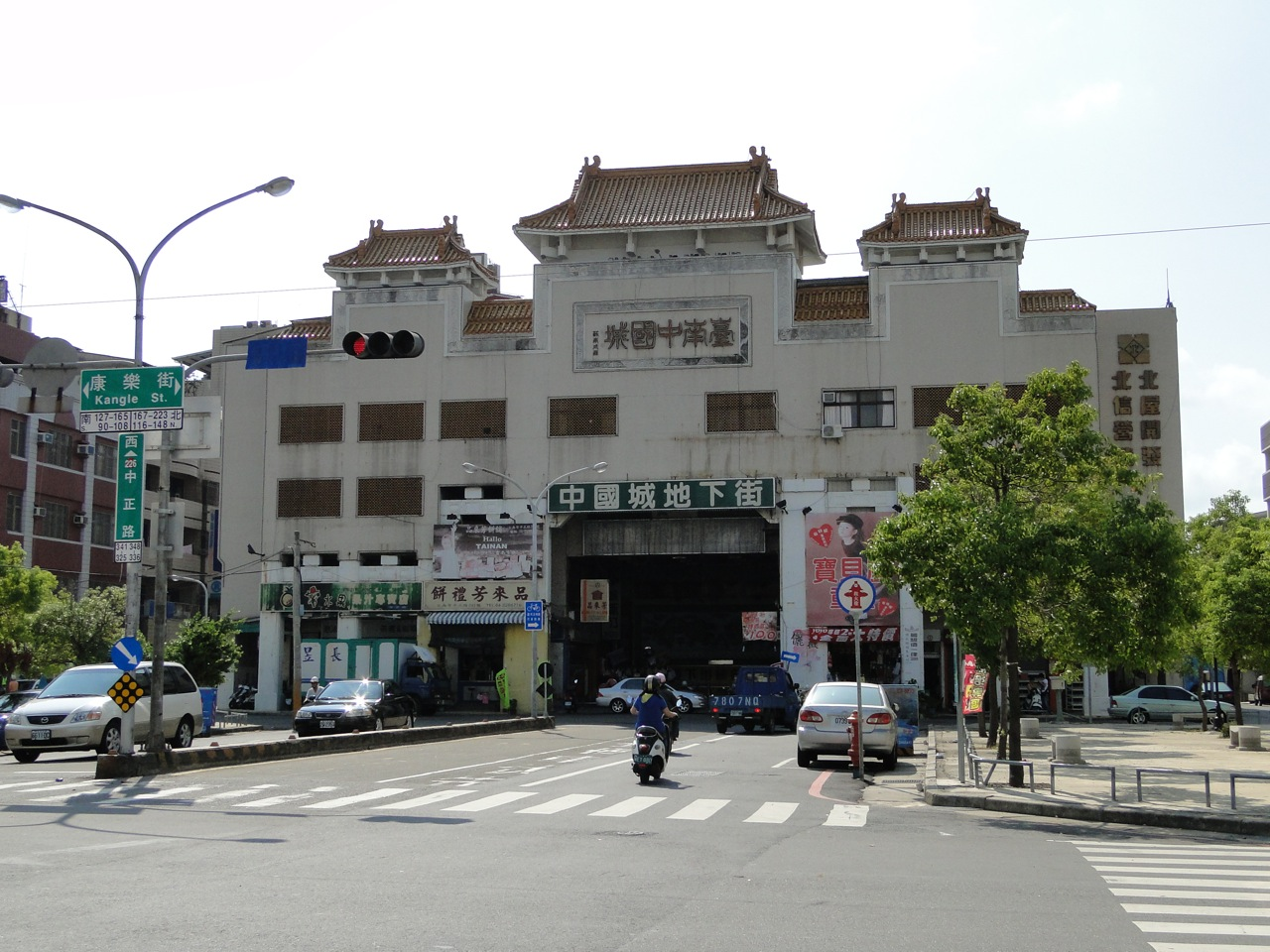
臺南中國城（2009年），題字為蘇南成

1983年，蘇南成台南市長任內，贏得菲律賓麥格塞塞獎政府服務獎。
蘇南成任期內大刀闊斧，許多知名臺南市建築建設於此時。如中國城、國花大樓、臺南市立殯儀館、臺南市立文化中心等皆完成此時。此外蘇南成亦主導母校成功大學附近的軍營變更為校地，使成大校區擴張一倍，協助當時成功大學校長夏漢民向國防部接洽將成大附近的營區收購創建成大醫院。也拓寬了經過當地的道路小東路。
前市長辛文炳曾評價蘇市長任內，認為他是最具經濟學頭腦的市長。蘇先編特別預算去向台灣省政府借支，或向一般銀行貸款來建設，之後再償還。由於物價上漲關係，償還時幣值就變小了。蘇南成是以企業觀點來從事建設。在五期重劃區就借了三、四十億。:269事實上，五期重劃區案在第九屆議會時，以二十幾億的天文數字通過，曾引起議會疑慮，後經蘇南成以會計統計的專業說服，:87此案奠定了後來台南市行政中心的基礎。不過蘇氏提出高額預算也曾引起議會不滿，1982年5月，第十屆議會即因不滿蘇南成預算猛漲40%，引起代理議長楊家寶拒審，最後蘇南成動員市府連夜動工將預算調整在10%。:89
在市政上，蘇南成也曾被批評好大喜功。任內殯儀館的興建發生承包商吳康富出面向市議會專案小組揭發議價發包的暗盤，以及蘇南成喜歡喝XO洋酒。在中正路舊市區的都市規劃中，被批評在標售運河盲段新生地「貴地賤賣」。而在元寶樂園建案中，批准元寶樂園原址遷往安南區十二佃，將舊址變更為商業區。
1983年，蘇南成市府以為了改善交通、促進臺南市繁榮為由，要求民族路夜市攤販在1983年9月1日前遷移。民族路夜市在蘇南成任內，大力支持六十七年（1978年）及七十一年（1982年）區運。然而市府卻在8月2日公布民族路大限到8月31日。市府要求攤商前往中國城、國花大樓，或者市府公有市場保安、友愛市場。然而中國城、國花大樓租個六坪攤位就要八十五萬，每個月還要交六千元管理費，並且八年後還要再交租金。市政府稱亦可到位於三、四樓的市府公有市場保安、友愛市場擺攤，也遭攤商質疑攤販設在三、四樓，晚上一、二樓黑漆漆，誰會發神經跑到三、四樓吃消夜。
民族路夜市攤商的不滿引起攤商於8月24日北上臺北中正紀念堂陳情，接到消息後臺南二分局長及副局長立刻北上稱有話回臺南講，絕對會有妥善安排。然而回臺南後，攤商卻遭蘇南成在協調會上教訓攤商北上是鬧事。直到在省議員蔡介雄自歐洲回臺後，趕到中興新村找省主席李登輝，要求延緩兩個月。唯仍遭市府向省府宣稱已經安排妥善，並在9月1日強制執法。最終蔡介雄提出利用小北路側的學校預定空地，才獲得攤商及警察局長王琪琨同意。經過一度發生市府藉故拖延到11月事情仍未進展、引起蔡介雄帶攤商到臺北李登輝住處報告，使李登輝拿起電話打給蘇南成說出「你說要解決到現在還不辦，省主席你來幹好了！以後有什麼事情你不要來找我」。才使小北路攤販中心興建，1984年3月攤商轉往小北夜市。

## 高雄市長
1985年，隨著時任臺北市長楊金欉因中風請辭，傳出將由高雄市市長許水德接任臺北市長、蘇南成接任高雄市長的新聞。5月22日，行政院宣布由蘇南成繼任許水德成為高雄市市長一職，5月23日發布總統令，定同月30日交接。
然而蘇南成在高雄市長任內即因與地方勢力產生摩擦，造成施政上受阻。:2561987年，高雄市市政大樓弊案遭到監察院介入調查，7月24日監察院完成調查報告。1988年2月1日，監委林孟貴、林純子提案彈劾時任市長的蘇南成，而洪俊德、張國柱也提案彈劾蘇南成，造成蘇氏被四名監委分題兩案彈劾。8月11日人數統一。然而先是9月2日第三次彈劾案審查會因出席人數未達9人流會，在9月15日第四次彈劾案審察會以8比3否決「彈蘇案」。引起市議員陳光復率眾40餘人於9月17日上午至監察院抗議，並以焚香燒冥紙、輓聯、鮮花設置、印製「不死老賊監察院，行惡多年強吸民血，因患有南成型癌症，幸於西元一九八八年九月十五日中午十二時十五分，因彈蘇案衰竭，病逝臺灣客棧...」訃文分發路人等形式為監察院「治喪」，自任「監察院治喪委員會主任委員」。反而遭到逮捕、以「偽造文書罪」遭判刑入獄的事件。
1990年，蘇南成卸任高雄市長，由吳敦義接任。

## 國大代表議長與國代延任案
1992年，蘇南成轉任不分區國民大會代表，並於1999年1月繼錢復之後接任國民大會議長，被稱為「大頭議長」。
同年9月，形象不佳的國大代表欲推行國代延任案，自行表決延任，使國代及立委延任直到2002年6月30日，立委延任數月，而國代則延任兩年，引來外界批評為自肥。而身為議長的蘇南成在9月3日二讀時，不顧時任國民黨黨鞭陳明仁反對，在延任派國代簇擁下強勢通過前所未有的無記名投票。下午2時進行投票時，在第一次投票失敗後，當民進黨國代反映投票無效後，蘇南成不待國民黨回應，即逕自宣布重新投票，並包裹表決三院院長報告及國代自審預算案，依表決結果通過二讀。9月4日，通過三讀。
此案一過，包括時任總統兼國民黨主席李登輝及副總統連戰、民進黨總統參選人陳水扁都反對通過國代延任案。1999年9月7日，國民黨召開考紀會，處分蘇南成。同日蘇南成向黨主席李登輝請辭國大議長以示負責。晚上8點，國民黨召開考紀會，正式開除其黨籍，並喪失不分區國大代表資格。9月8日上午，蘇南成向國民大會請辭國大議長。
蘇南成後來在辭職記者會上說明，延任是為了換取兩年後得以凍結國代選舉的改革目的：同時在延長的任期中，國代可以徹底研商適合國情的「根本大法」。然而李登輝在《執政告白實錄》中表示其一開始就未同意過。早在8月11日，李登輝在中常會結束後，就由黨秘書長章孝嚴陪同與蘇南成、陳鏡仁在黨部進行懇談，明確告知沒有總統延任或國代延任的問題，也沒有制定基本法的政策。沒想到蘇南成事後取消了總統延任案，卻照樣推出國代延任，弄得舉國譁然。:3439月3日在議事過程中，李登輝即透過管道要蘇南成「停手」，然而蘇南成相應不理。當時上山「督戰」的章孝嚴在通過無記名表決案後，就到中山樓主席台旁的議長休息室，找蘇南成溝通。然而蘇南成不為所動，章孝嚴見情勢不妙，只有丟下一句「唉，這個蘇議長」先行離開會場；:340總統府秘書室主任蘇志誠奉命再與蘇南成直接聯繫，卻沒辦法對上話。好不容易接通了陳舒珊，陳舒珊卻輕描淡寫告訴蘇志誠「老大（蘇南成）做事，你還不放心嗎？」察覺有異的蘇志誠打到陳明仁手機，要陳明仁給蘇南成聽，強調總統不同意延任案，不可以硬搞。但蘇南成在電話只有「哦、哦」敷衍式回應，隨後掛上電話。:340-341
9月4日上午，李登輝到辦公室就差人通知蘇南成，「自己做的事，自己負責，自己自動把國大議長的職務辭掉」。6日周一，在總統府正式約見蘇南成，當面請蘇南成自動請辭。國民黨也在當週召開考紀會議，開除蘇南成黨籍。:341
2000年3月，國民黨總統選舉敗選後。大法官會議作出釋字第499號解釋，明確指出第三屆國民大會修憲議事程序有明顯重大瑕疵，修憲實質內容違反憲政精神的本質，修憲結果自解釋公布之日起失效，判定國大延任案違憲失效。中選會預定在五月初辦理國代選舉。當時歷經大選爭戰的國、民兩黨，在各有盤算、又同時擔心宋楚瑜勢力挾高票入主國大的共識下，再度聯手召開國大臨時會，成功於4月25日凌晨一舉通過廢除國大的修憲案。:343

## 重回地方
2001年，蘇南成以無黨籍身分參選第十四屆臺南市長選舉，最後僅獲47,133票，以14.36%得票率落選。
2002年，第十五屆（省轄市）臺南市議員選舉，蘇南成以3,146票吊車尾當選市議員。:256
離開國民黨後，蘇南成一度轉往本土陣營。2003年12月，在時任總統陳水扁拜訪下，蘇南成表態支持陳水扁連任，並稱「本土政權要繼續存在，希望大家支持本土色彩濃厚的陳水扁。」並批評過去6年國民黨把《憲法》搞得一塌糊塗。
2004年，時任台南市議員的蘇南成以無黨籍身份參加立法委員選舉，以台灣正名、廢除考監二院、首都遷都至南台灣為政見，最後僅獲7,249票敗選。2005年，蘇南成獲陳水扁總統聘為總統府資政。
2010年高雄市長選舉時，蘇南成表態支持脫離民主進步黨參選的楊秋興，且在11月20日的高縣三山造勢大會上稱票投黃昭順等於投給陳菊。2011年第八屆立委選舉時，蘇南成表態支持邱毅競選立委，並表示「邱毅應該是台灣正義代表，但是高雄人都不懂得珍惜」，「國民黨竟然沒把邱毅列為不分區，還讓邱毅這麼辛苦的選」，替邱毅抱屈說「老馬再度出風塵很累」。

## 晚年與逝世
2013年7月，蘇南成傳出中風病倒，後來病況曾一度好轉。然而2014年5月11日傳出蘇南成第四度中風昏迷不醒，醫院一度對家屬發出病危通知。6月11日早上經醫師評估進行氣切手術，傍晚已能自主呼吸。
2014年9月2日，蘇南成疑因心臟衰竭病危可能撐不過去，由家人於20時50分從醫院將尚未氣絕的蘇南成接回家中，醫院稍後接獲通知，蘇南成於21時10分在家中病逝，壽終正寢。

## 家庭與私生活
- 蘇南成曾與臺南市長及高雄市長任內的市府顧問、菲律賓女華僑陳舒珊交往三十幾年，陳舒珊1949年生，在菲律賓教育擁有菲律賓大學心理學博士學位(因此人稱陳博士)，學成後來台因接待美軍的飯店工作上與美軍頗多接觸。曾在臺北的菲律賓駐華大使館任臨時雇員，頗受當時菲律賓駐華大使羅慕斯欣賞，中華民國與菲律賓斷交後，陳舒珊去了一趟菲律賓。返台後在蘇南成第一任臺南市長任內透過時任外交部禮賓司司長(劉✕彥)認識蘇南成，為其擔任外賓翻譯，被蘇南成聘為「外交顧問」。在蘇南成第二任市長任期屆滿前為其結交黨國大老，使蘇南成接任高雄市長。蘇南成在高雄市長任內，陳舒珊更有「地下市長」之稱。[36]陳舒珊與前夫莊✕臚育有二女，因陳舒珊一心為蘇南成服務，疏忽家庭生活，最終於1984年協議離婚。[36]蘇南成對陳舒珊先前婚姻所生的一對兒女視如己出，蘇南成1999年9月9日與陳舒珊結婚(李登輝為主婚人; 錢復為證婚人)但並未對外宴客及登記。兩人晚年因自稱蘇南成女兒介入而漸行漸遠。[37]

## 相關事蹟
- 蘇南成任臺南市長時，成立馬上辦中心，一民眾表示，當年竹溪遇雨即氾濫，造成附近墓園被水淹沒，遠在宜蘭的兒女為此寫信給蘇南成懇請南市政府協助改善，沒想到很快收到馬上辦中心回函，表示已經現場進行會勘，將爭取預算整治，一段時間後又收到台南市政府的回信，表示預算經費已編列，...何時動工...何時完工，讓家人大受感動，工程完工後又收到南市政府報告完工的信函，親人大讚好市長，自此他們家族都投給蘇南成。

- 白色恐怖時期的許多政治犯大多在李天生的大榮鋼鐵廠工作，1984年該工廠倒閉，由於李天生的兒子打算結束工廠用盡各種方法刁難勞方，張大邦先生回憶，當時，大多數的員工生活都很苦，而公司要把人逼走規避資遣費，協調會時談判破裂，高雄市長許水德規避處理，把員工趕入地下室，於是員工只好霸佔廠房及辦公室抗爭，後來蘇南成接任高雄市長，他比較積極協調處理，工廠被法院拍賣由幸福水泥得標，蘇南成對幸福水泥的人說，這些員工很可憐，多少也給點意思，要不然這公司被員工霸佔著，沒辦法點交，也不是辦法。蘇南成說，這不是我的事情，但是我幫你們協商，後來幸福水泥不得不拿出一筆資遣費。

- 蘇南成在「吹台青」時代獲得蔣經國重用，在坊間有蘇氏為蔣經國乾兒子說法。另有一說指蔣經國巡視民間時，對於蘇南成不回家而於市府過夜印象深刻，因而起用。也有一說是蔣經國至蘇南成家中探訪，發現蘇南成身為市長，本該位高權重，但卻身居陋室，家徒四壁，家中沒有床，其睡覺竟直接睡在沙發上，因而令蔣經國印象深刻。另有傳聞，其卸任臺南市市長後，市政府的部屬員工想私下替他辦歡送會，在高級餐廳宴請他吃飯，想不到宴客完後，部屬去付餐宴的錢，餐廳卻告知蘇南成早已在前幾天就付完錢了。其不收錢，不收禮的清廉為人，由此可見一斑[來源請求]。

- 成功大學原本想建一間現代化的醫院，可是找不到合適地點。適逢成大北邊的軍營於1970年代遷至市外，成大畢業的蘇南成遂藉臺南市都市計畫通盤檢討時，將營區的七千坪土地變更成大校區。引起當時陸軍總司令郝柏村揚言「要營區，就得拿錢來買地，臺南市長是甚麼東西？」蘇南成回應「臺南市長是民選的，當然要為市民著想。」兩人的僵局被蔣經國叫去辦公室，蘇南成對蔣經國表示「國民黨終有一日會解散，中華民國也可能會消失，依歷史來看，只有教育會傳千萬年，如果今天不把營區劃入校區，不久的成功大學就會沒有空間。」最終蔣經國說：「柏村，我們支持蘇南成！」郝柏村才讓步。日後郝柏村出任行政院長，蘇南成的仕途也就受到阻礙。[38]:171-172

- 保安宮後的新南路（今府前路二段）在蘇南成上任前僅是一條小巷，蘇南成出任臺南市長後即將開闢新南路列為優先事項。下大道附近居民為蘇南成的支持者，知道蘇南成要拆除他們房子後心有不甘向蘇南成抗議，然蘇南成認為臺南市的發展此路非開不可，雖向支持者曉以大義，然而仍未獲諒解。二年後蘇南成要參選連任市長，有人問下大道原支持蘇的選民「這次要支持誰？」，他們回答：「還是支持蘇市長競選連任，好讓他再去拆人家的房子。」[38]:224

- 臺灣國民黨戒嚴統治時期，蘇南成忽而黨內，乎而黨外。在其重回國民黨時，被黨外作家李敖批評為「台灣第一不要臉」、「蘇南成出身國民黨又出賣國民黨，投身黨外又出賣黨外，側身黑社會又出賣黑社會，十多年下來，又回頭重啃國民黨的一對隆乳，有奶就是娘的表演『浪子回頭』」[39]、「他的當選，象徵著國民黨的沒落、黨外的沒落、和現實主義的抬頭。」[40]

- 臺南市有位資深國民黨籍人士，曾經評論蘇南成「他以前罵國民黨，說要火燒市黨部、《中華日報》等言論，凶狠到讓我心驚肉跳；後來他討好、歌頌國民黨的話，更肉麻到使我全身起雞皮疙瘩！」[41]

- 蘇南成市長任內，臺南許多重要建設都留有蘇南成的題字。蔡介雄在省議會質詢邱創煥時曾說：因邱主席很喜歡作秀，而臺南市長蘇南成更喜歡作秀，所以邱主席相當欣賞，例如在主席就職那一天特別提到我們臺南市那位英明的蘇市長。這位過去是你們的同志，後來變成反共義士，如今再投誠歸來，難怪你們特別欣賞。...現在我們臺南市沒有一個地方看不到蘇南成的題字，只有在臺南市第一公墓沒有看到他的名字，因為那個牌他不敢題，所以他比你更偉大。邱創煥聽完蔡介雄的演說後，心有戚戚焉，爽在心裡口難開。因為大頭仔常常想搶他的風頭，但表面上又不好意思說出來，只好說：「我們中國人說謙視則明，謙聽則聽」來和蔡介雄共鳴一番[16]。

- 曾擔任多屆蔡介雄競選總幹事、民進黨臺南市黨部主委張國堂曾批評蘇南成的「叛黨」只為了投懷送抱更親熱的姿態。並引述比喻蘇南成的投機特性「蘇南成如果單獨路過民生路旁『摸乳巷』碰見一名奄奄一息的老婦人倒在巷中，他可以視若無睹地橫跨過去；可是他經過中正路永福路口，如果碰見一名學童走路不小心自己跌倒，那時他必定會煞有其事飛奔過去搶救甚至大喊『快叫救護車』」[42]